# Guacaris
Os guacaris, guacarás  ou huacaris são uma tribo lendária da região amazônica relacionada à também lendária tribo das icamiabas, as amazonas brasileiras. 
Com o nome de guacarás, aparecem brevemente descritos na obra Nuevo Descubrimiento, do padre espanhol Pedro Cristóbal de Acuña, que formou parte da expedição do explorador português Pedro Teixeira à Amazônia na década de 1630. Acuña escreve que os guacarás eram uma tribo que vivia em terras altas, e que eram os mais próximos à tribo das amazonas, composta somente por mulheres guerreiras. Uma vez por ano, os guacarás visitavam as amazonas, com quem se uniam. As meninas nascidas destas uniões permaneciam junto às amazonas, enquanto que os meninos eram, talvez, entregues aos pais no ano seguinte, mas Acuña acredita mais que elas os matavam.
Segundo outra lenda as amazonas faziam uma festa na época do acasalamento com os guacaris em que fabricavam amuletos de pedra verde — os muiraquitãs — a partir de um barro verde que coletavam de um lago encantado. Estes muiraquitãs eram então presenteados aos homens guacaris.